# Félix-Pierre Boutros
Pour les articles homonymes, voir Boutros.
Félix-Pierre Boutros, né le 14 octobre 1806 à Mayenne et, mort le 12 mai 1864 à Angers, est un orientaliste et traducteur français.
Il fut secrétaire à Calcutta de James Thomason et inspecteur de l'instruction à Delhi en 1840. Il a traduit de l'anglais en hindoustani plusieurs ouvrages classiques.